# Chiesa di San Giovanni di Dio (Foggia)
La chiesa di San Giovanni di Dio è una chiesa di Foggia.

## Storia
Probabilmente il nome originario di questa chiesa era Spirito Santo; comunque stando ai documenti più certi il titolo è "Santa Caterina Vergine Martire". Sorge nello stesso sito di una chiesa dedicata a Santa Caterina, una chiesa dei Celestini, finanche citata in un documento del 1348. La nuova chiesa, col convento, fu fondata nel 1597 dai Fatebenefratelli, sempre dedicata alla Santa Caterina, ma comunemente detta di San Giovanni di Dio, dal fondatore dell'ordine. A causa dei danneggiamenti del terremoto del 1731, fu ricostruita nel 1748. Dopo l'unità d'Italia il complesso divenne un ospedale chiamato "Ospedale Civile Umberto I". La chiesa, dopo anni di abbandono, fu riaperta al culto nel 1932 e riconsacrata e dedicata alla Beata Vergine della Salute e a San Giovanni di Dio, patrono degli infermi. Non si conosce il nome del progettista, forse napoletano, si pensa che i lavori siano stati eseguiti da operai del luogo.